# Digonis cuprea
Digonis cuprea là một loài bướm đêm trong họ Geometridae.